# Amegilla binghami
Amegilla binghami là một loài Hymenoptera trong họ Apidae. Loài này được Schulz mô tả khoa học năm 1906.